# Fortaleza de Sokograd
Sokograd, a veces Sokol-grad, Soko-grad, Soko o Sokol, es una fortaleza medieval con una ciudad castillo en el valle del río Pliva, entre Gerzovo y la cercana Šipovo, en el municipio de Šipovo, entidad de la República Srpska de Bosnia y Herzegovina. Fue el centro de la župa de Pliva (en ese momento también llamado Pljeva) durante la época medieval de Bosnia. Fue construido en un cañón en una pendiente empinada muy por encima del río Sokočnica, que desemboca en Pliva en Šipovo.

## Etimología
Sokograd o Sokol deriva de la palabra eslava halcón (Sokol) y, por lo tanto, al ser un castillo con ciudad castillo, recibió el sufijo grad (ciudad).

## Geografía
Sokograd era un castillo medieval y una ciudad castillo en el valle de Pliva, dentro del asentamiento de Gerzovo, municipio de Mrkonjić Grad, en la frontera del municipio de Šipovo.

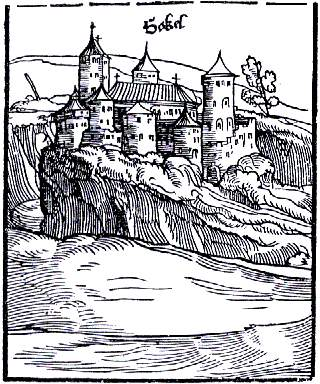
Sokograd en el.

## Historia
Sokograd probablemente se construyó a finales de la primera mitad del siglo XIII, cuando comenzaron a construirse las primeras fortalezas más fuertes en el entonces Banato de Bosnia. Durante su ataque a Bosnia, el rey Luis I de Hungría intentó capturarla en julio de 1363 pero los defensores se lo impidieron y se retiró tras tres días de lucha. A la cabeza de la defensa estaba el kniaz Vukac Hrvatinić, padre del futuro gran duque de Bosnia, Hrvoje Vukčić Hrvatinić. El kniaz Vukac, por estos méritos, recibió el Sokograd con toda la župa de Pliva de manos del ban Tvrtko, y se le otorgó el título de duque. Los húngaros intentaron nuevamente capturar la ciudad en 1405 pero fueron derrotados nuevamente. El rey de Bosnia, Esteban Tomašević, pasó un breve tiempo en la fortaleza durante el período en el que el Reino de Bosnia se derrumbó bajo la invasión otomana, tras lo cual fue recapturado por el Reino de Hungría. Durante las batallas entre los otomanos y los húngaros en la segunda mitad del siglo XV y principios del siglo XVI, Sokograd formó parte del Banato de Jajce hasta 1521. Los otomanos finalmente lo ocuparon en 1518, o en 1521. Durante el siglo XVI, fue mencionado como uno de los 9 principados valacos de Bosnia. Sokograd sirvió al Imperio otomano hasta 1833 cuando fue abandonado por sus guarniciones. La fortaleza, junto con el resto de Bosnia, se incorporó al Imperio austrohúngaro en 1878.